# 艾格蒙特 (歌德)
埃格蒙特（德文：Egmont）是由约翰·沃尔夫冈·冯·歌德创作的一部戏剧，完成于1788年。其戏剧结构深受莎士比亚悲剧影响，与歌德早期的戏剧铁手骑士哥茨（德文：Götz von Berlichingen，1773年）类似。 然而，与早期作品相比，埃格蒙特描绘了一位相信周围人善意却最终走向毁灭的人物形象，似乎标志着歌德从主题的转向。 此剧于1810年由贝多芬谱写配乐。

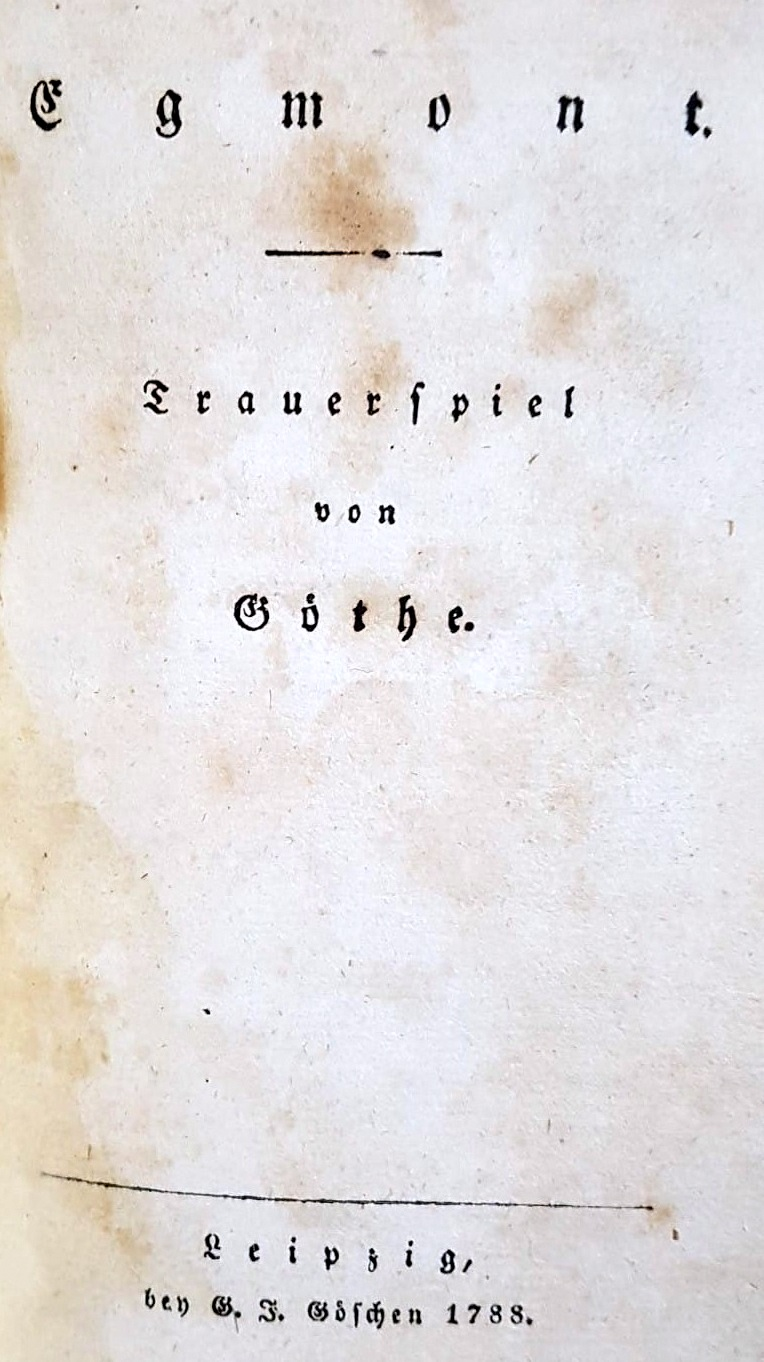
1788年《埃格蒙特》初版的封面

## 发表历史
埃格蒙特的第一版由莱比锡的乔治·约阿希姆·戈申于1788年出版。随后在1788、1789、1790和1803年等年份，莱比锡相继发布了多个版本。从1822年起，该剧被翻译成法文，并于1850年由安娜·斯旺尼克翻译为英文，收录于博恩标准图书馆中。

## 剧情简介
埃格蒙特讲述了拉莫拉尔·埃格蒙特伯爵（1522–1568）在八十年战争中与专制的阿尔瓦公爵对抗的故事。埃格蒙特是一位著名的荷兰战士，而阿尔瓦公爵则代表了入侵的西班牙统治者。尽管面临逮捕的威胁，埃格蒙特拒绝逃亡，坚持追求自由的理想。他被囚禁并因人民的怯懦而孤立无援。尽管他的情人克拉拉拼尽全力营救，埃格蒙特仍被判处死刑。
面对失败与绝望，克拉拉选择自尽。最终，剧作在主人公为自由而战的呐喊中结束。埃格蒙特作为烈士的牺牲被塑造为对压迫的胜利。
埃格蒙特既是对正义与国家自由的政治宣言，也是命运悲剧的经典。在剧中，这位佛兰芒贵族以宿命论的态度接受了自己直率与诚实的可怕后果。

## 引用名言
第三幕中克拉拉的歌曲《天堂般的欢喜，死亡般的悲伤》（德文：Himmelhoch jauchzend, zu(m) Tode betrübt）成为许多欧洲知识分子常引用的名言，体现了浪漫主义灵魂的特质：
Freudvoll und leidvoll, gedankenvoll sein;  

Langen und bangen in schwebender Pein;  

Himmelhoch jauchzend, zum Tode betrübt;  

Glücklich allein ist die Seele, die liebt.
充满欢乐与悲伤，思绪万千；  

渴望与恐惧交织于悬而未决的痛苦中；  

欢呼至天，悲伤至死；  

唯有热爱之心，才可获得幸福。

## 音乐
1809年，维也纳城堡剧院邀请路德维希·范·贝多芬为埃格蒙特复排创作插曲音乐。作为歌德的崇拜者，贝多芬满怀热情地接受了邀请。这部剧回响了贝多芬对政治自由的关注，这一主题此前已在他的歌剧菲德里奥（1814年定稿）和科里奥兰序曲（1807年）中表达。
贝多芬创作了包括序曲在内的九首高质量的插曲，尽管这些音乐的连贯性稍显不足，但以克拉拉之死为高潮。虽然这些插曲很少被单独演奏，但埃格蒙特序曲已成为音乐会曲目中的经典作品。1972年慕尼黑奥运会慕尼黑惨案中，纪念以色列遇难运动员的仪式上也演奏了此曲。

## 文化影响
戛纳电影节短片金棕榈奖获奖作品、匈牙利电影《序曲》由贝多芬的埃格蒙特序曲作为配乐。影片通过小鸟孵化的影像隐喻埃格蒙特为自由而斗争的精神，尽管面临重重阻碍。该短片曾获奥斯卡最佳纪录短片奖提名，并被誉为电影史上音乐与影像结合的最佳范例之一。